# Мацуте (Воћин)
Мацуте су насељено мјесто у саставу општине Воћин, у сјеверној Славонији, Вировитичко-подравска жупанија, Република Хрватска.

## Географија
Село Мацуте се налази око 6 км источно од Воћина у долини Воћинске реке (Воћинке) дуж цесте Воћин-Слатина, на северним обронцима планине Папук. Осим Воћинке кроз село протичу и потоци Мартинац и Милошевац који су леве притоке Воћинке. Село се простире на површини од око 19,5 km². На том подручју превладавају буква, храст, граб и врба. Од дивљих животиња најбројнији су јелени, срне, дивље свиње, лисице, зечеви и куне.

## Историја
У историјским изворима име села је записивано на различите начине: Maczutte, Maczute, Maczuth, Maczuli, Macsute, Macsoty, Matzoty, Masute.
Подручје Мацута било је насељено још у 3. миленијуму пре нове ере на шта указују уломци грубе и фине керамике, камено оруђе, трагови обраде камена и други трагови насеља касне сопотске културе који су нађени на археолошком налазишту Леније које је смештено уз цесту Бокане-Мацуте, око 1 км западно од Бокана. Јужни део налазишта чине три брежуљка снижена орањем, док северни део налазишта чини благо узвишење пресечено цестом. Заједно са уломцима керамике из бронзаног доба и средњег века упућују на насељавање истог положаја и у каснијим раздобљима. Археолошко налазиште Леније налази се на листи заштићених културних добара Републике Хрватске.
Османлије су освојиле Воћин и његову околину 1543.године и као нахију га припојили санџаку Пожега који је био погранични санџак Османског царства. Муслиманско становништво и турска војска су насељени у Воћину, док су у околна опустошена села насељени Срби пореклом са подручја Ибра, Лима, Пиве,Таре, горње Дрине и Неретве који су као мартолози учествовали заједно са турским четама у чувању границе Османског царства на реци Илови. Свако хришћанско село је у то време бирало свог кнеза.
Када су Турци коначно протерани из Славоније 1691.године, почело је досељавање католика и православаца из Босне. Највећи талас хришћанског становништва је дошао 1697.године.
Мацуте су биле део властелинства Воћин које је цар Леополд I Хабсбуршки даровао грофу Карафију (Caraffi) и његовим потомцима у јануару 1703.године.
По насељавању села, Срби су саградили православну цркву (храм) Успења пресвете Богородице 1714.године, у духу барока (напомена: у запису на табли из 1937. године, постављеној поводом обнове цркве, као година изградње наводи се 1688). То је једнобродна грађевина са полукружном апсидом и звоником испред прочеља. Грађена је ломљеним каменом и каменим облуцима, а звоник опеком и каменом. Била је надсвођена дрвеним, бачвастим сводом, а покривена двоводним кровом и бибер црепом, а звоник капом од лима. Црква је запаљена и тешко оштећена на Божић 1942. године. Налази се на листи заштићених културних добара Републике Хрватске.
На војној карти Хабсбуршког царства из периода 1781- 1783 уцртан је и крст, који се налази на средини села, поред кога се у прошлости за време празника окупљао народ.
У трећој деценији 19. века, становници села Мартинпоток (Мартин Поток) и Дунђеровци (данас Велике Дунгере) пресељени су у Мацуте и Смуде, а атари тих села припојени су атару Мацута.
Почетком 20. века село Мацуте као православна парохијска филијала припада селу Воћин.
У месту је 1905. године православна црква Успенија Пресвете Богородице из 1714. године.
У селу је 1909. године основана пучка школа. Спомиње се као једноразредна нижа пучка школа 1922. године.
Поред села је крајем лета 1944. године направљен импровизован аеродром који је добио име Мацуте. Са овог аеродрома је од краја лета до почетка јесени те године евакуисано близу 1500 рањеника партизанских јединица у базу Бари у Италији.
У селу постоје два православна гробља од којих је једно поред цркве и на њему се врше сахране, а друго, које се више не користи, у близини Дунгера.
До територијалне реорганизације у Хрватској насеље се налазило у саставу бивше општине Подравска Слатина.

## Становништво
Први попис у Славонији, након протеривања Турака, спровели су Аустријанци 1698. године. Мацуте су тада припадале котару Воћин. Према попису у селу је било 10 домаћинстава и пописана су следећа презимена: Osztoich, Czetkovich, Milenovich, Grabich, Marinovich, Millischevich, Boszanac.
У попису становништва и властелинства у Славонији из 1736. године, Мацуте имају 20 домаћинстава и пописана су презимена: Grabich, Dokmanovich, Milankovich, Putkovich, Karanovich, Dmitrovich, Zorichich, Ostoich, Possanacz, Pantelich, Popovich, Halavukovich, Vidakovich, Bogetich, Sivkovich, Karatovich.
Према попису пореских обвезника у Угарској 1828. у селу је било 38 домаћинстава и пописана су следећа презимена: Dogmanacz, Miscsevics, Gergur, Karanovics, Pavlovics, Balacs, Popovics, Grabics, Stojanovics, Stanivukovics, Batkovics, Radmilovics, Pantelics, Radoszavljevics, Radanovics, Alavuk, Ostoics, Szoricza, Orozevics, Kovacs, Smolianacz.
Мацуте су према попису из 2011. године имале 33 становника.
| Националност       | 1991. | 1981. | 1971. | 1961. |
| Срби               | 278   | 289   | 318   | 419   |
| Хрвати             | 6     | 9     | 10    | 16    |
| Југословени        | 1     | 3     | 1     |       |
| остали и непознато | 1     | 2     | 1     | 3     |
| Укупно             | 286   | 303   | 330   | 438   |

| Демографија | Демографија | Демографија |
| Година      | Становника  | Становника  |
| ----------- | ----------- | ----------- |
| 1857.       | 374         |             |
| 1869.       | 393         |             |
| 1880.       | 355         |             |
| 1890.       | 461         |             |
| 1900.       | 530         |             |
| 1910.       | 618         |             |
| 1921.       | 604         |             |
| 1931.       | 651         |             |
| 1948.       | 428         |             |
| 1953.       | 461         |             |
| 1961.       | 438         |             |
| 1971.       | 330         |             |
| 1981.       | 303         |             |
| 1991.       | 286         |             |
| 2001.       | 79          |             |
| 2011.       |             | 33          |

## Попис 1991.
На попису становништва 1991. године, насељено место Мацуте је имало 286 становника, следећег националног састава:
| Попис 1991.‍  | Попис 1991.‍  | Попис 1991.‍ | Попис 1991.‍ | Попис 1991.‍ |
| ------------ | ------------ | ----------- | ----------- | ----------- |
|              |              |             |             |             |
| Срби         | Срби         |             | 278         | 97,20%      |
| Хрвати       | Хрвати       |             | 6           | 2,09%       |
| Југословени  | Југословени  |             | 1           | 0,34%       |
| регион. опр. | регион. опр. |             | 1           | 0,34%       |
| укупно: 286  |              |             |             |             |